# Kawengan (Jepon)
Kawengan is een bestuurslaag in het regentschap Blora van de provincie Midden-Java, Indonesië. Kawengan telt 2129 inwoners (volkstelling 2010).